# 35464 Elisaconsigli
35464 Elisaconsigli è un asteroide della fascia principale. Scoperto nel 1998, presenta un'orbita caratterizzata da un semiasse maggiore pari a 2,4020420 au e da un'eccentricità di 0,1619680, inclinata di 10,86355° rispetto all'eclittica.